# Allium kurdistanicum
Allium kurdistanicum — вид трав'янистих рослин родини амарилісові (Amaryllidaceae), поширений у північному Іраку й північно-західному Ірані.

## Опис
Цибулина яйцювато-округлої форми, діаметром 2–5 см, 2–4.5 см завдовжки; зовнішні оболонки чорно-бурі, нерівномірно розщеплені. Стеблина конічно-циліндрична, пряма або ± гнучка, гладка, довжиною 2–5 см над ґрунтом, ≈ 3 мм діаметром, найширша нижче суцвіття. Листків три, один зазвичай більший за інших, 7–17 × 1–2 см, блідо-жовто-зелені, вузько ланцетоподібні, товсті та м'ясисті; край дрібно зубчастий (іноді гладкий), пурпуровий. Суцвіття напівкруглої форми, щільне, багатоквіткове (50 і більше), діаметром 5–6 см. Квітки дзвінчасті (зірчасті у плодоносному стані). Листочки оцвітини ланцетоподібно-трикутні, гострі на кінчику, 11–13 мм завдовжки та до 2 мм завширшки в середині, рожеві до бузкових, серединна жилка темнішає, стає жорсткою після цвітіння. Пиляки ≈ 2 мм завдовжки, жовтуваті. Зав'язь світло-зелена, зворотно-яйцювата, довжиною 2–3 мм і діаметром 2–3 мм. Коробочка з трьома борознами, ≈ 4 мм завдовжки та діаметром 5 мм, жовтувато-коричнева. Насіння одне на комірку, стиснено-яйцювате, довжиною ≈ 2–3 мм, ≈ 2 мм шириною і ≈ 1 мм товщиною, чорне.
Цвіте і плодоносить у травні й червні.

## Поширення
Поширений у північному Іраку й північно-західному Ірані.